# Suspensie (vehicul)

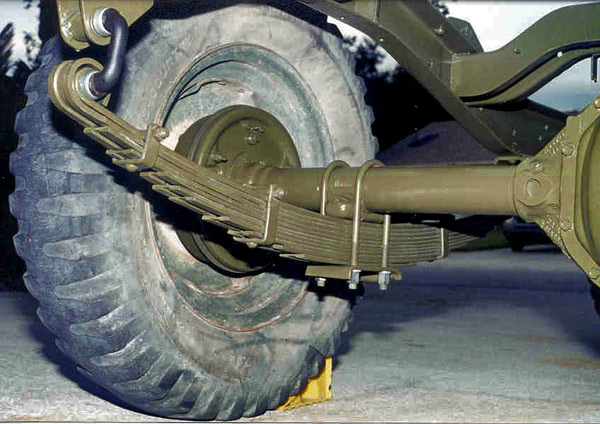
Suspensia din spate a unui camion

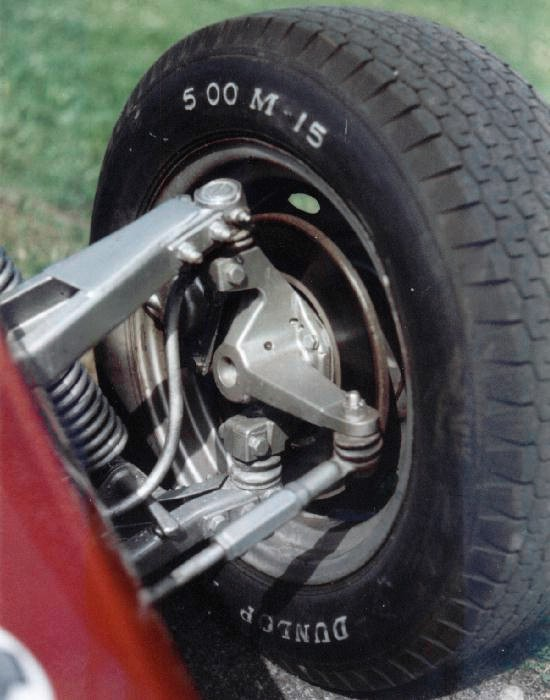
Part of car front suspension and steering mechanism: tie rod, steering arm, king pin axis (using ball joints).

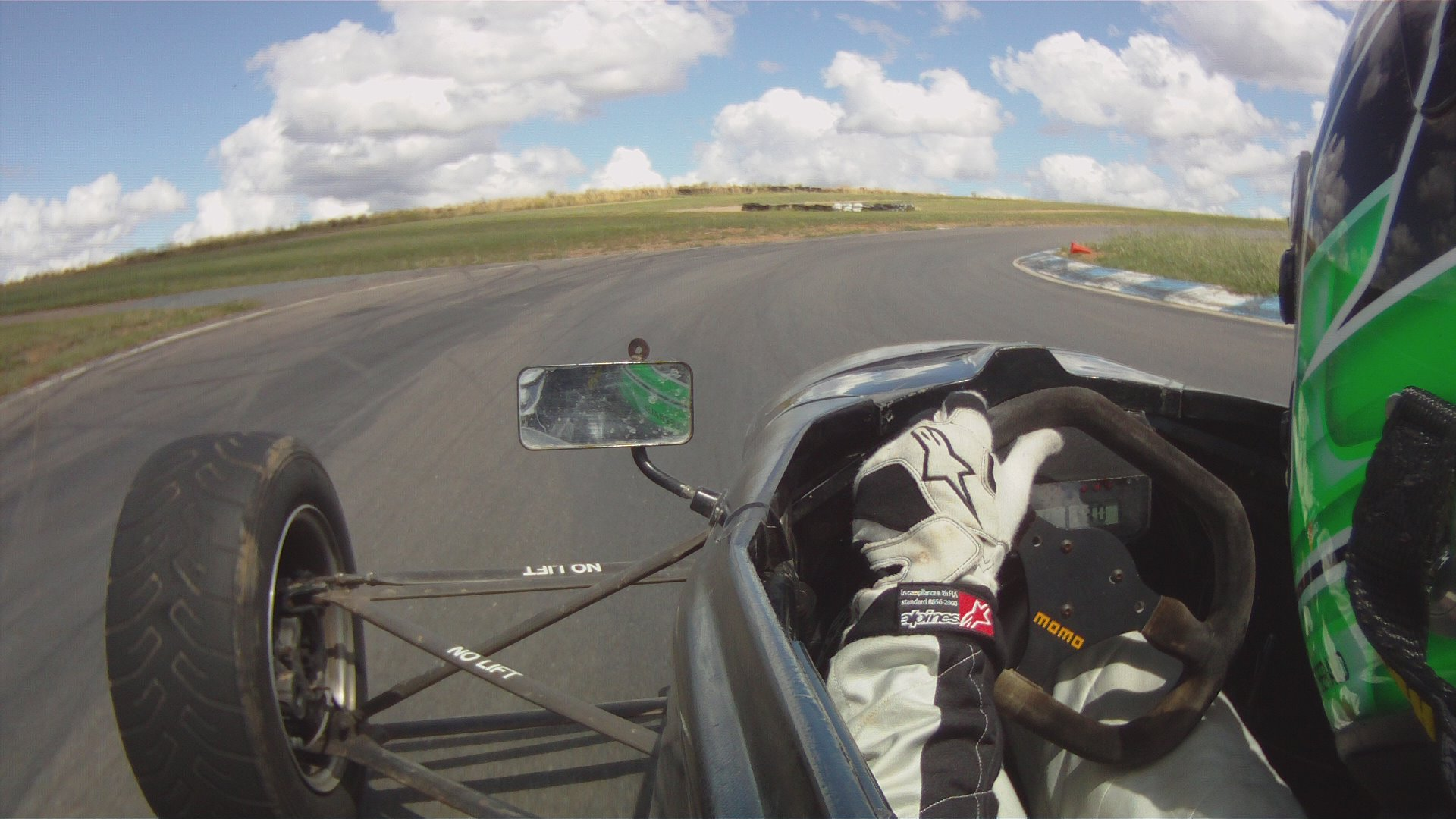
Suspensia unui bolid Van Diemen RF01

Sistemul de suspensie este un mecanism care face legătura între roți și caroseria mașinii. Sistemul de suspensie transmite uniform forțele (greutatea) ce acționează asupra vehiculului către suprafața de rulare (șosea) și, în același timp, îl izolează de forțele ce apar dinspre calea de rulare, îmbunătățind astfel confortul și manevrabilitatea acestuia.

## Elementele sistemului de suspensie
Arcurile și bara stabilizatoare
- Aceste elemente suportă greutatea vehiculului, menținând poziția corectă acestuia față de drum (înălțimea).
- Arcurile au de asemenea rol în amortizarea denivelărilor din calea de rulare

Articulații și prinderi
- Principala funcție a acestor elemente este transmiterea forței de tracțiune intre vehicul si drum precum și de a menține orientarea corecta a roților relativ la caroserie.

Bucșe
- Elemente ce izolează cabina de zgomotul de rulare

Amortizoare
- Principala funcție a amortizoarelor este de a micșora vibrațiile caroseriei și ale roții, în acest mod menținând un contact ferm și constant între roată și drum.

#### Sistemul de suspensie
Principalele componente ale suspensiei
1. Arc
2. Bara stabilizatoare (opțional)
3. Articulații
4. Bucșe
5. Amortizor

#### Arcul
Indiferent de tipul de arc (pernă de aer, arc cu foi, arc elicoidal) sau bară de torsiune, arcurile singure susțin greutatea vehiculului, menținând înălțimea corectă între caroserie și drum.

#### Cum funcționează arcul?
Arcul absoarbe și stochează energia rezultată din mișcarea caroseriei față de calea de rulare.

#### Cum funcționează tandemul arc-amortizor
Odată ce energia rezultată din mișcare este stocată în arc, prin comprimare, acesta va încerca să elibereze energia stocata prin extensie. Acest fenomen ar produce mișcări ale caroseriei ce ar destabiliza vehiculul, făcând condusul extrem de nesigur și inconfortabil. Pentru a preveni aceste efecte, un amortizor este instalat în sistem. Principalul rol al amortizorului este de a controla mișcarea arcului. Prin acest control:
- menține roțile în contact cu calea de rulare
- stabilizează caroseria vehiculului
- asigură confortul.

### Principalele tipuri de suspensie
Sistemele de suspensie pot fi împărțite în două categorii: rigide și independente. Acești termeni se referă la posibilitatea ca roțile de pe aceeași punte (față sau spate) să se miște independent una față de cealaltă.

#### Punte rigidă vs. suspensie independentă
Sistemele de suspensie cu punte rigidă înseamnă ca roțile opuse sunt fixate între ele printr-o bară rigidă. În acest fel, când, pe o parte a caroseriei distanța dintre roată și caroserie se modifică, pe partea opusă aceeași distanță se modifică la fel de mult, însă în sens opus.
În configurația cu suspensie independentă, roțile sunt fixate de șasiu printr-un sistem articulat ce permite uneia să se ridice și să coboare independent de cealaltă. Acest sistem asigură stabilitate mai bună, confort mărit și contact mai ferm între roți și drum.
Principalele avantaje și dezavantaje ale ambelor sisteme sunt:

#### Punte rigidă
1 Avantaje 
- Cost scăzut
- Durata de viață

2 Dezavantaje
- Direcție imprecisă
- Contact imperfect mai mare între roată și drum

#### Suspensie independentă
1 Avantaje 
- Contact mult îmbunătățit între roată și drum
- Confort ridicat

2 Dezavantaje
- Cost mai mare
- Soluție constructivă mai complexă

## Principalele caracteristici ale tipurilor de suspensie

### Suspensie pasivă
Sub această denumire putem include toate sistemele de suspensie convenționale sau tradiționale. Principala caracteristică a acestora este aceea ca odată instalate pe autovehicul, parametrii suspensiei (duritate, garda la sol) nu pot fi controlați din exterior. Toate arcurile și amortizoarele tradiționale sunt considerate elemente de suspensie pasivă.

### Suspensii reactive
Toate sistemele de suspensie tradiționale sunt de asemenea reactive. Când o roată trece peste o denivelare, schimbarea de poziție a acesteia determină ca suspensia să se comprime sau să se extindă, ca răspuns. Într-un mod asemănător, virarea, frânarea sau accelerația determină mișcări ale suspensiei, permițând caroseriei să se încline lateral sau față/spate. În acest grup putem include sisteme de suspensie ce sunt capabile să controleze garda la sol în funcție de schimbările în greutate sau în forțele aerodinamice. Acest sistem este de asemenea capabil să reacționeze la încărcări interne, precum balansul lateral, și să contracareze efectele. Un exemplu de sistem pasiv-reactiv este Kinetic RSF de la Tenneco. Acesta are o interconexiune pasivă ce facilitează împărțirea egală a încărcăturii între roti și simplifică astfel mulți parametri de design și soluții constructive, cum ar fi modificarea tăriei suspensiei pe o sigură roată pentru a controla balansul lateral.

### Suspensie semi-activă
Principala caracteristica a sistemului semi activ o reprezinta capacitatea suspensiei de a-și schimba continuu coeficientul de amortizare, făcând amortizorul mai dur sau mai moale, în funcție de starea drumului. Acest lucru se realizează prin conectarea la o unitate electronică de control a 4 amortizoare cu coeficient de amortizare reglabil. Uneori, în afară de soluția tandemului cu un arc tradițional, aceste amortizoare pot fi combinate/împerecheate cu diferite soluții de reglare automată a gărzii la sol, precum și cu sisteme tip Hydropneumatic, Hydrolastic, sau Hydragas.
Principalele avantaje ale suspensiei semi-active sunt:
- Avantaje

- Dezavantaje

1. Gardă la sol reglabilă, optimizată pentru confort și manevrabilitate
2. Posibilitatea de a regla tăria suspensiei
3. Suspensia se reglează automat în funcție de condițiile de drum
4. Dimensiuni similare cu sistemele de suspensie tradiționale

### Suspensie activă
Sistemul de suspensie activă are capacitatea de a-și ajusta parametrii de funcționare în mod continuu în funcție de condițiile de drum. Sistemul monitorizează constant diferiți parametri și îi reglează singur. Sistemul de suspensie activ are un calculator îmbarcat (computer) care comandă către fiecare roată când, în ce direcție, la ce distanță și cât de repede să se miște. Calculatorul (computerul) ia aceste decizii prin intermediul unei rețele de senzori care măsoară spre exemplu, viteza mașinii, accelerările laterale și longitudinale și forțele de accelerare pe fiecare roată. După aceasta, computerul trimite comanda la roată pentru a obține direcția ideală în situația existentă.

## Construcția sistemului de suspensie

### Suspensie tradițională
În această configurație amortizorul nu este o parte structurală a sistemului de suspensie. Aceasta înseamnă că dacă ar fi stricat sau chiar ar lipsi, este totuși posibil ca mașina să poată fi condusă până la primul auto-service pentru a fi reparată. În această situație poziția roții (dată de brațul inferior și superior) precum și înălțimea dintre șasiu și sosea (dată de arc) va rămâne la fel. La sistemul tradițional de suspensie amortizorul și arcul sunt întotdeauna montate separat. Amortizorul folosite în acest sistem de suspensie se numește Amortizor tradițional. Cele mai des întâlnite soluții de fixare a amortizorului sunt:
1. Tip bucșă / bucșă
2. Tip bucșă / tijă filetată
3. Tip tijă filetată / tijă filetată
4. Tip tijă filetată / Tip suport U

### Suspensie MacPherson
Amortizoarele pot fi folosite la ambele punți ale automobilului sau numai la puntea din față, soluție întâlnită mai ales la autocamioane. Principiul de funcționare a amortizorului hidraulic se bazează pe transformarea energiei mecanice a oscilației în energie termică. Majoritatea amortizoarelor sunt cu dubla acțiune, lucrând în ambele sensuri, și anume la apropierea roților de caroserie opun rezistenta mică iar la depărtarea roților de caroserie opun rezistență mai mare. Suspensia automobilului are rolul de asigura confortul pasagerilor și a proteja încărcătura și organele componente împotriva șocurilor. De asemenea au fost prezentate tipurile de amortizare: amortizorul telescopic bitubulară, amortizorul telescopic mono tubular și amortizoarele telescopice reglabile. S-au făcut reglementări cu privirea la construcția și funcționarea acestor tipuri de amortizoare.